# Ligney
Ligney és un nucli del municipi de Geer, a la província de Lieja de la regió valona de Bèlgica. Fins al 1977 era un municipi independent. El 2007 hi havia 485 habitants
Es troba a l'altiplà molt fèrtil d'Haspengouw i és regat pel Jeker. Fins a la fi de l'antic règim, Ligney era una senyoria de la batllia de Hannut dins del ducat de Brabant, directament sota la juridicció del duc fins al 1630, quan Felip V d'Espanya per manca de diners va empenyorar-lo. Mai no va tenir església pròpia i depenia de la parròquia de Sant Martí de Darion, que pertanyia al capítol de Sant Dionís de Lieja, dins del Principat de Lieja, al qual la població havia de pagar el delme, una font de conflicte. Sota l'ocupació francesa es va crear el municipi que va continuar sota l'administració neerlandesa (1815-1830) i belga fins a la fusió, el 1977 amb Geer.

## Llocs d'interès
- El castell «Château de l'Enclos» inicialment era la seu d'una senyoria. L'edifici actual data del segle xviii, però va subir força transformacions. Durant un temps era una caserna de la polícia militar.[3]
- Unes masies quadrades de maons i pedra calcària[4]